# Marios Īlia (calciatore 1996)
Marios Īlia (in greco Μάριος Ηλία?; Larnaca, 19 maggio 1996) è un calciatore cipriota, attaccante del Pafos.

## Palmarès

### Club

#### Competizioni nazionali
- Campionato cipriota: 1

Pafos: 2024-2025

### Individuale
- Capocannoniere del campionato cipriota: 1

2023-2024 (16 reti)